# لغات كافير
الكافير، أو ما يُعرف أحيانًا بشكل غير دقيق باسم البيابانكي، هي مجموعة من اللغات الإيرانية الغربية التي تُتحدث في وادي الكافير بوسط إيران.
تشمل لغات الكافير: الفارسية (حوالي 500 متحدث)، الغرمية (10 متحدثين)، الخوري، والإيراجي (6 متحدثين).

## الفاروية
أما الفاروية، فهي لغة يتحدث بها سكان قرية كافيز. وعلى الرغم من تصنيفها ضمن اللغات الإيرانية الشمالية الغربية، فإنها تُظهر بعض أوجه التشابه مع اللغات الجنوبية الغربية. إضافة إلى ذلك، تشترك الفاروية في بعض التغييرات الصوتية مع اللغتين البلوشية والكردية، مما يميزها عن غيرها من لغات الشمال الغربي.